# Francesco Rosi
Francesco Rosi (Napoli, 15 novembre 1922 – Roma, 10 gennaio 2015) è stato un regista e sceneggiatore italiano.

## Biografia
(Francesco Rosi)
Francesco Rosi nacque a Napoli, nel quartiere di Montecalvario, il 15 novembre 1922, figlio di Sebastiano Rosi, calabrese, direttore di un'agenzia marittima e caricaturista per i periodici cittadini Monsignor Perrelli e Vaco'e pressa (in questa veste anche creatore, assieme ad Emilio Reale, del simbolo del Napoli, il Ciuccio), e di Amalia Carola, una casalinga napoletana. Nel 1930 nacque il fratello Massimo, che diventerà un famoso architetto. La famiglia Rosi ben presto si trasferì, dapprima in via Cesare Rosaroll, poi in viale Regina Elena (oggi viale Antonio Gramsci) ed infine in via San Pasquale, nel quartiere di Chiaia. Durante il periodo dell'estate, Francesco passava le vacanze a Posillipo, dove conobbe Raffaele La Capria, con il quale condividerà l'amore per il mare, amicizia fraterna e lavoro. Francesco frequentò la scuola elementare Teresa Ravaschieri in via Bausan e poi, dal 1934, il liceo ginnasio Umberto I. Qui strinse amicizia con quelli che saranno i compagni di una vita, legati dall'amore per la cultura e per l'impegno politico: Giorgio Napolitano, Antonio Ghirelli, Francesco Compagna, Achille Millo, Giuseppe Patroni Griffi, Maurizio Barendson e Rosellina Balbi.

### Formazione
Nel 1940, in pieno periodo bellico, Rosi si iscrisse alla facoltà di giurisprudenza dell'Università Federico II di Napoli. L'amicizia dei "ragazzi di via Chiaia" continuò anche all'università: amavano il teatro, il cinema, la letteratura, frequentavano il Circolo degli Illusi in via Crispi, dove misero in scena atti unici di Patroni Griffi, di Ghirelli e dello stesso Napolitano. Erano loggionisti del Teatro Mercadante e frequentavano la sede del settimanale del Guf di Napoli "IX Maggio". Il 3 febbraio 1943 Rosi venne chiamato alle armi e partì dunque per Firenze, al 7° Autieri, per frequentare il V corso preparatorio di addestramento. Lì conobbe Enzo Papoff e Mario Ferrero. Dopo l'armistizio di Cassibile, per evitare l'arresto da parte dei tedeschi, Rosi si rifugiò nel "buco", la casa di Ferrero, assieme all'amico Carlo Pucci, nipote di Ernesto Rossi. Qui trascorrevano le serate a discutere con Nello Traquandi e con Carlo Ludovico Ragghianti, uno dei suoi primi maestri. "Con loro si parlava della Resistenza, del fascismo, del Partito d'Azione. Si parlava di ciò che si sarebbe fatto dopo la Liberazione, quali erano i programmi. E leggevamo".
Nel 1944 collaborò con Radio Napoli, diretta da Italo De Feo; conobbe il regista Ettore Giannini, lavorò con Luigi Compagnone, con Tommaso Giglio e Raffaele La Capria. Nel 1945 entrò nella redazione di un quindicinale di letteratura e arte, Sud, fondato da Pasquale Prunas, ancora con gli amici di sempre: La Capria, Patroni Griffi, Barendson, ma anche Anna Maria Ortese, Carla de Riso, Luigi Compagnone e Mario Stefanile. Francesco Rosi disegnò un sillabario ed illustrò un'edizione di Alice nel paese delle meraviglie. Inventava storie e le disegnava. Partì poi alla volta di Milano per lavorare al quotidiano Milano Sera, dove già svolgevano la loro attività giornalistica Alfonso Gatto e Ghirelli. Nel 1946 si trasferì a Roma, entrando nella Compagnia del Teatro Quirino di Orazio Costa; Ettore Giannini gli propose di lavorare come assistente per 'O voto di Salvatore Di Giacomo. Nel 1947 si dedicò anche al cinema: recitò con Nino Taranto in Dove sta Zazà di Giorgio Simonelli. Poi girò per l'Italia con uno spettacolo di rivista, E lui dice  di Benecoste, con la Compagnia del Quattro Fontane di Adolfo Celi. Preparò uno studio su I Malavoglia di Giovanni Verga per partecipare al concorso di ammissione al Centro sperimentale di cinematografia. Ma Luchino Visconti lo chiamò come assistente alla regia, assieme a Franco Zeffirelli, per il film La terra trema: il 28 ottobre 1947 firmò il contratto. "L'occasione mi venne fornita dal mio amico Achille Millo, a cui Visconti aveva proposto di fargli da assistente per La Terra Trema. Millo volle invece continuare a fare l'attore, così parlò di me a Visconti, che non ebbe difficoltà ad accettarmi. Visconti, con il gusto che ha sempre avuto per il pionieristico, per la provocazione, aveva messo insieme un gruppo di persone che non avevano mai fatto cinematografo; l'unico era lui, che poi lo aveva fatto una sola volta, sia pure magnificamente, con Ossessione".
Con Luchino Visconti collaborò, in veste di aiuto-regista, anche per Senso (1953) e, invece come sceneggiatore, al fianco di Suso Cecchi D'Amico, per Bellissima. “Instancabile, Visconti era il capo di una impresa, oltre che l'autore e il regista di un film; duro e allo stesso tempo giusto, comprensivo […]. Egli metteva i suoi collaboratori nella condizione più difficile, ma anche la più esaltante, per imparare”.
Nel corso degli anni cinquanta, Francesco Rosi continuò la sua attività di aiuto-regista e sceneggiatore: lavorò come assistente alla regia in Tormento e de I figli di nessuno di Raffaello Matarazzo e in Una Domenica d’agosto e Parigi è sempre Parigi di Luciano Emmer.
Nel 1952 scrisse con Ettore Giannini il soggetto del film Processo alla città di Luigi Zampa. Come aiuto-regista collaborò con Michelangelo Antonioni ne I vinti. Subentrò inoltre alla regia di Camicie rosse, causa l'abbandono di Goffredo Alessandrini.
Nel 1953 fu ancora aiuto-regista e sceneggiatore con Ettore Giannini, che dirigeva Carosello napoletano. Nel 1954 fu aiuto-regista di Mario Monicelli in Proibito e di Emmer in Terza liceo.
Con Gianni Scognamiglio adattò per la radio testi di Antonio Petito e Pasquale Altavilla. Curò la regia della serie radiofonica Le novantanove disgrazie di Pulcinella di Carlo Guarini in onda tra il 1955 e il 1956.
Nel 1956 figurò come sceneggiatore ed aiuto-regista de Il bigamo di Luciano Emmer e, questa volta in qualità di co-regista al fianco di Vittorio Gassman, di Kean genio e sregolatezza.
L'anno successivo Rosi scrisse una sceneggiatura tratta dal romanzo di Bruno Traven La nave morta, storia di un sans papier, un uomo senza documenti, dunque senza identità e senza nazionalità. Ma il film Le carrette del mare non sarà mai realizzato.

### Gli esordi
Nel 1958 Rosi presentò alla XIX Mostra internazionale d'arte cinematografica di Venezia il suo primo lungometraggio, La sfida, che ottenne un buon riscontro di critica e pubblico. Attraverso la storia di Vito Polara, il regista narrò l'evolversi della criminalità napoletana, che scopre altri affari più redditizi del contrabbando e comprenderà via via l'importanza dei legami con la politica. È il passaggio da una camorra che rispetta le regole interne ad una basata sull'individualismo arrogante, la ricerca della ricchezza a tutti i costi, anche infrangendo il codice criminale dell'omertà. È l'inizio dell'utilizzo di quel metodo storico-analitico che Rosi nei film coniugherà con la sua estetica cinematografica. La luce, le ombre, le inquadrature, le composizioni delle scene nelle quali protagonisti e comprimari occupano spazi geometrici voluti e studiati già dai disegni che il regista realizza, segneranno lo stile di Francesco Rosi. Dopo aver letto La Galleria di John Horne Burns, ne scrisse l'adattamentoa cinematografico, che resterà però solamente un progetto; realizzò un altro film, ambientato nell'allora Germania dell'Ovest, I magliari (1959) con Alberto Sordi, Renato Salvatori, Belinda Lee.

### Anni sessanta: daSalvatore GiulianoaC'era una volta

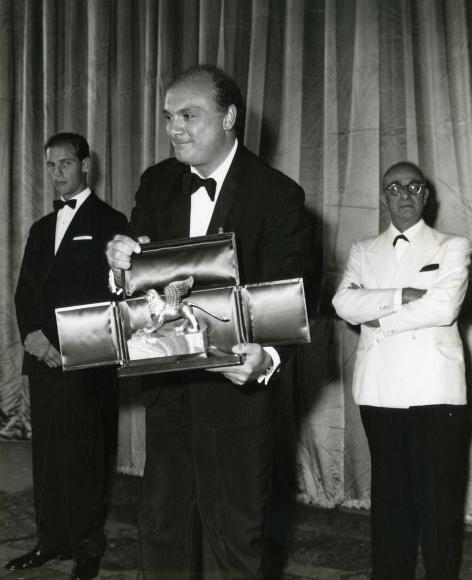
Francesco Rosi premiato con il Leone d'Oro (1963)

"Cercare con un film la verità non significa voler scoprire gli autori di un crimine, ciò spetta ai giudici e poliziotti, i quali lo fanno a volte a prezzo della vita e a loro va il nostro pensiero riconoscente. Cercare con un film la verità significa collegare origini e cause degli avvenimenti narrati con gli effetti che ne sono conseguenza" (Francesco Rosi). Nel 1962 uscì Salvatore Giuliano, per cui venne premiato con l'Orso d'argento per il miglior regista e con tre Nastri d'argento. "Per fare il film che aveva in mente, Rosi ha dovuto inventare tutta una maniera nuova di narrare che chiameremmo corale o epica se non fosse prima di tutto realistica"
L'anno successivo diresse Rod Steiger, Salvo Randone, Guido Alberti e Carlo Fermariello in Le mani sulla città (1963), nel quale denunciava con coraggio le collusioni esistenti tra i diversi organi dello Stato e lo sfruttamento edilizio a Napoli. La città nelle opere di Rosi diviene simbolo di una condizione che è del Sud e dell'intero Paese. Rosi narra la speculazione edilizia, il rapporto tra potere politico, economico e potere criminale. La pellicola venne premiata con il Leone d'Oro al XXIV Festival di Venezia. Nello stesso anno portò in scena a teatro In memoria di una signora amica (1963), testo di Giuseppe Patroni Griffi, con Lilla Brignone, Pupella Maggio e Lia Thomas, che venne presentato il 10 ottobre 1963 al Teatro La Fenice di Venezia nel corso del XXII Festival internazionale del teatro di prosa.
Dopo Il momento della verità (1965), film non sui tori e sui toreri, ma sulla Spagna, sulla povertà e sull'individuo che, escluso dalla società, non ha scelta, Rosi si avvicinò ad un libro che lo aveva affascinato, Lo cunto de li cunti di Giambattista Basile, dal quale trasse spunto per il suo nuovo film C'era una volta (1967), con Sophia Loren e Omar Sharif, che da poco aveva ottenuto un grande successo con il kolossal Il dottor Živago di David Lean. La favola è filtrata attraverso elementi storici, reali, come la povertà, la superstizione e il potere feudale nel Sud.

### L'incontro con Gian Maria Volonté
Nel 1970 Francesco Rosi realizzò Uomini contro, ambientato nella prima guerra mondiale, che gli causò anche una denuncia per vilipendio all'Esercito. Tratto dall'opera di Emilio Lussu Un anno sull'Altipiano, Uomini contro è un film contro l'immagine retorica della guerra, un film contro tutte le guerre. "Ho descritto la guerra in modo quasi biologico per farne risaltare meglio l'orrore e l'assurdità". Girato sui monti dell'entroterra istriano a pochi chilometri da Fiume, in condizioni proibitive per attori e operatori, il film non concede nulla all'enfasi patriottica; nessuna esaltazione né del dovere né dei giovani contadini mandati al macello. Rosi intuisce uno stravolgimento in atto anche nel concetto di morte e “ha messo decisamente da parte fronzoli, nostalgie e prestiti ottocenteschi per aggredire la vicenda privata con una tale fredda passionalità da dilatarla a vicenda pubblica. La strage di Uomini contro risulta meno giustificata e anche meno giustificabile di quelle di Un anno sull'altipiano”.
Il film segnò l'inizio del sodalizio con Gian Maria Volonté, attore di grande forza interpretativa, rigoroso e meticoloso quanto Rosi anche nel documentarsi e nella preparazione di un personaggio. "Volonté è un grandissimo attore e un uomo intelligente che s'impegna sui problemi, che capisce e che fa capire allo spettatore gli aspetti più nascosti di un personaggio". Volonté interpretò negli anni successivi Il caso Mattei (1972), Lucky Luciano (1973) e Cristo si è fermato a Eboli (1979), tratto dall'omonimo romanzo di Carlo Levi, nel quale erano presenti anche due attrici di livello internazionale che Rosi amava molto, Irene Papas e Lea Massari.

### Citizen Rosi: daCadaveri eccellentiaLa tregua
“Io sostengo, ed è il metodo che ho usato nei miei film, che bisogna creare una certa distanza dagli avvenimenti per poterli leggere meglio e anche per poter accogliere quante più nozioni possibili per avvicinarsi alla verità. E per questo il film richiede tempo". Nel 1976 il regista riscosse un altro grande successo con il film Cadaveri eccellenti, tratto dal romanzo Il contesto di Leonardo Sciascia, interpretato da altri grandi attori: Lino Ventura, Charles Vanel, Fernando Rey, Max von Sydow e Tino Carraro.
Dopo un altro successo con Tre fratelli (1981), con Philippe Noiret, Michele Placido e Vittorio Mezzogiorno, diresse un adattamento cinematografico della Carmen (1984) con Plácido Domingo. Successivamente lavorò a Cronaca di una morte annunciata (1987), tratto dal romanzo di Gabriel García Márquez, riunendo un grande cast: il fedele Gian Maria Volonté, Ornella Muti, Rupert Everett, Anthony Delon, Irene Papas e Lucia Bosè; il film fu girato in Venezuela e in Colombia. Nel 1989 per il documentario collettivo 12 registi per 12 città, ideato in occasione dei Mondiali di calcio del 1990, girò l'episodio Una certa idea di Napoli.
Rosi girò poi Dimenticare Palermo (1990), con James Belushi, Mimi Rogers, Vittorio Gassman e Philippe Noiret, e nel 1997 portò sul grande schermo il romanzo autobiografico La tregua di Primo Levi, quest'ultimo interpretato da John Turturro.

### Il teatro di Eduardo con la regia di Rosi
Negli anni 2000 Francesco Rosi tornò alla regia teatrale, allestendo una trilogia dedicata ad Eduardo per la compagnia di Luca De Filippo. Riguardo al grande successo della messinscena di Napoli milionaria! (2003), raccontava allora Luca: "Mi venne in mente di chiedergli di occuparsi di questa regia una notte di tre anni fa, quando, in omaggio a Eduardo, fu proiettato il film omonimo, tratto dalla commedia. Pensai che sarebbe stato bello unire, sui temi trattati in Napoli milionaria!, una coppia di grandi napoletani, mio padre e Rosi. Due uomini e due artisti che hanno sempre lavorato alla luce dell'impegno civile e morale". Seguono Le voci di dentro (2006) e Filumena Marturano (2008). "È come se a teatro continuassi il discorso che ho portato avanti nei miei film".

### Gli ultimi anni: progetti e riconoscimenti
Nel 1996 Francesco Rosi aveva ricevuto all'Università degli studi di Padova la laurea honoris causa in Lettere. Nel 2001 ricevette la laurea honoris causa in Architettura presso il Politecnico di Torino; nel 2005, per il film Le mani sulla città, gli fu conferita la laurea ad honorem in "Pianificazione territoriale urbanistica ed ambientale" presso l'Università Mediterranea di Reggio Calabria. Inoltre conseguì un dottorato nelle Arti al Middlebury College in USA e in Lettere alla Sorbona di Parigi.
Nel 2008 gli venne assegnato l'Orso d'Oro alla carriera al Festival di Berlino, nel 2009 la Legione d'Onore, nel 2010 l'Alabarda d'oro alla carriera e il 10 maggio 2012 il Consiglio di amministrazione della Biennale di Venezia approvò all'unanimità la proposta del suo direttore, Alberto Barbera, di conferire il Leone d'oro alla carriera al regista in occasione della 69ª edizione della mostra. 
Il regista continuò a raccogliere documentazione e riprese alcuni progetti nati negli anni Sessanta e che purtroppo resteranno tali: Bruto, sulla vita e la morte di Giulio Cesare, e I 199 giorni del Che, sulla storia di Ernesto Che Guevara e soprattutto sulle condizioni della vita delle popolazioni latino americane in quegli anni. Tra i suoi propositi anche un film sulla rivoluzione giacobina e un film su Raul Gardini.
Nel 2014 prese parte al film Born in the U.S.E., co-prodotto da Renzo Rossellini e diretto dal regista Michele Diomà.
Rosi morì a Roma, a 92 anni, il 10 gennaio 2015. La cerimonia laica si tenne alla Casa del cinema a Roma, alla presenza anche del presidente della Repubblica Giorgio Napolitano.
Tel qu'en lui même enfin l'éternité le change - Quale in Se Stesso alfine l’eternità lo muta - così lo ricorda Raffaele La Capria citando i versi di Mallarmé per la morte di Edgar Allan Poe Il 15 novembre 2024 alla presenza della figlia Carolina Rosi, delle Istituzioni napoletane e della Fondazione Eduardo De Filippo, in Via Montecalvario n. 8 è stata affissa una targa  per ricordare la sua nascita.

### Vita privata
Rosi ebbe una figlia, Francesca, nata il 14 marzo 1954 dalla sua prima compagna, l'attrice Nora Ricci. Francesca morì in un incidente stradale a soli quindici anni, il 18 gennaio 1969, dopo che Francesco Rosi aveva perduto il controllo dell'automobile.
Il 18 gennaio 1964 sposò Giancarla Mandelli, sorella della stilista Krizia, conosciuta nel periodo delle riprese de I magliari, che gli sarà accanto per tutta la vita: «Quando vuoi bene a una donna e hai avuto con lei un rapporto così intenso, non banale, voglio dire ti rimane proprio non nel cuore, ti rimane dappertutto». Il 26 dicembre 1965 nacque la figlia Carolina, che poi diventerà attrice cinematografica teatrale e televisiva. 
La moglie Giancarla Mandelli morì la mattina dell'8 aprile 2010 per le gravi ustioni riportate in seguito all'incendio della vestaglia che indossava, causato da una sigaretta.

## Archivio
L’archivio cinematografico di Francesco Rosi è conservato, per espressa volontà del regista, a Torino presso la Biblioteca Gromo del Museo Nazionale del Cinema.

## Filmografia

### Regista
- La sfida (1958)
- I magliari (1959)
- Salvatore Giuliano (1962)
- Le mani sulla città (1963)
- Il momento della verità (1965)
- C'era una volta (1967)
- Uomini contro (1970)
- Il caso Mattei (1972)
- Lucky Luciano (1973)
- Cadaveri eccellenti (1976)
- Cristo si è fermato a Eboli (1979)
- Tre fratelli (1981)
- Carmen (1984)
- Cronaca di una morte annunciata (1987)
- 12 registi per 12 città – documentario collettivo (1989)
- Dimenticare Palermo (1990)
- Diario napoletano – film TV (1992)
- La tregua (1997)

### Sceneggiatore
- Bellissima (1951)
- Racconti romani (1955)
- Il bigamo (1956)

### Assistente alla regia
- La terra trema, regia di Luchino Visconti (1948)
- Bellissima, regia di Luchino Visconti (1951)
- Senso, regia di Luchino Visconti (1954)

#### Soggetti originali
- Processo alla città (1952)
- La sfida (1958)
- I magliari (1959)
- Salvatore Giuliano (1962)
- Le mani sulla città (1963)
- Il momento della verità (1964)
- C'era una volta (1967)
- Il caso Mattei (1971)
- Lucky Luciano (1973)
- Diario napoletano (1992)

#### Soggetti non originali
- Kean - Genio e sregolatezza (1956, soggetto di Dumas e Sartre)
- Uomini contro (1970, tratto dal romanzo di Emilio Lussu "Un anno sull'Altipiano")
- Cadaveri eccellenti (1976, tratto dal romanzo di Sciascia "Il contesto")
- Cristo si è fermato a Eboli (1979, tratto dall'omonimo romanzo di Carlo Levi)
- Tre fratelli (1981, tratto dal racconto Il terzo figlio di Platonov)
- Carmen (1984, tratto dall'opera lirica di Bizet)
- Cronaca di una morte annunciata (1987, tratto dall'omonimo romanzo di García Márquez)
- Dimenticare Palermo (1990, tratto dall'omonimo romanzo di Edmonde Charles-Roux)
- La tregua (1996, tratto dall'omonimo romanzo di Primo Levi)

### Aiuto regista
- Il tenente Giorgio di Raffaello Matarazzo (1952)
- Camicie rosse di Goffredo Alessandrini (1952) le riprese di questo film furono portate a termine da Rosi.
- I vinti, regia di Michelangelo Antonioni (1953)

## Teatro

### Regista
- In memoria di una signora amica (di Giuseppe Patroni Griffi 1963)
- Napoli Milionaria (di Eduardo De Filippo 2003)
- Le voci di dentro (di Eduardo De Filippo 2006)
- Filumena Marturano (di Eduardo De Filippo 2008)

## Prosa radiofonica RAI
- Le 99 disgrazie di Pulcinella, 10 episodi a cura di Lorenza e Ugo Bosco, con Achille Millo, Clara Bindi, Aldo Giuffré, Gennaro Di Napoli, Guglielmo Inglese, Eduardo Passarelli, Vittoria Crispo, Rosita Pisano, Amedeo Girard, regia di Francesco Rosi (1956)

## Riconoscimenti
- Festival di Cannes
  - 1972: Palma d'oro - Il caso Mattei
- Mostra del cinema di Venezia
  - 1963: Leone d'Oro - Le mani sulla città
  - 2012: Leone d'Oro alla carriera
- David di Donatello
  - 1965: miglior regista - Il momento della verità
  - 1976: miglior regista - Cadaveri eccellenti
  - 1979: miglior film - Cristo si è fermato a Eboli
  - 1979: miglior regista - Cristo si è fermato a Eboli
  - 1981: miglior regista - Tre fratelli
  - 1981: miglior sceneggiatura - Tre fratelli
  - 1985: miglior film - Carmen
  - 1985: miglior regista - Carmen
  - 1997: miglior film - La tregua
  - 1997: miglior regista - La tregua
  - 2006: David del cinquantenario
- Festival cinematografico internazionale di Mosca
  - 1979: Gran Premio - Cristo si è fermato a Eboli[23]
- Nastro d'argento
  - 1959: miglior soggetto originale - La sfida
  - 1963: miglior regista - Salvatore Giuliano
  - 1981: miglior regista - Tre fratelli
- Centro di Ricerca per la Narrativa e il Cinema di Agrigento
  - 1987: Efebo d'Oro per il film Cronaca di una morte annunciata, tratto dal romanzo di Gabriel García Márquez
- Festival di Berlino
  - 1962: Orso d'argento per il miglior regista - Salvatore Giuliano
  - 2008: Orso d'Oro alla carriera
- Bif&st (Bari International Film Festival)
  - 2010: Premio Federico Fellini 8 1/2 per l'eccellenza artistica

## Film su Francesco Rosi
- Il cineasta e il labirinto, film-documentario di Roberto Andò (2002).
- Citizen Rosi, film-documentario di Didi Gnocchi e Carolina Rosi (2019).